# Comitetul Împotriva Torturii
Comitetul Împotriva Torturii (în engleză Committee Against Torture, acronim CAT) este un organ convențional de experți în drepturile omului care monitorizează aplicarea Convenției Națiunilor Unite împotriva Torturii de către statele semnatare.